# Maurizio (vescovo di Firenze)
Maurizio (... – Firenze, 550) è stato un vescovo italiano, vescovo di Firenze nel VI secolo.
Di storicamente accertato su questa figura si sa solo che morì nel 550 per mano di Totila, re dei Goti durante il sacco di Firenze.